# Lestes dorothea
Lestes dorothea – gatunek ważki z rodziny pałątkowatych (Lestidae).

## Opis
Długość odwłoka samca wynosi 40 mm, a samicy 36 mm. Długość skrzydła tylnego u samca wynosi 26 mm, a 
u samicy 27 mm. Tułów samca z wierzchu czarny z metalicznie zielonymi pasami, po bokach biały, a od spodu cytrynowożółty. Tułów samicy oliwkowozielony, po bokach jasnozielonkawo-żółty. Odwłok samca niebieski lub zielonkawo-niebieski z czarnym wzorem. Przydatki analne samca niebieskie za życia, jasnożółte po śmierci, czarne u nasady i wierzchołka; biegną prosto po czym skręcają w dół i do wewnątrz, po wewnętrznej stronie nasady rozszerzone i z kolcem. Przydatki analne samicy czarne, małe, stożkowate, spiczaste.

## Ekologia
Larwy tych ważek zasiedlają silnie zarośnięte rowy i kałuże.

## Rozprzestrzenienie
Ważka krainy orientalnej, znana z indyjskich stanów Arunachal Pradesh, Asam, Karnataka, Meghalaya i Mizoram oraz Nepalu, Tajlandii i kontynentalnej Malezji.